# 岩大五
岩 大五（がん だいご、Yan Dawu、1836年 - 1871年）は、清末の苗民反乱の指導者。本名は願馥春。
貴州省清平（現在の凱里市）出身。天地会に参加し、1853年より抗糧運動に参加した。1856年より各地を転戦していたが、1863年に曽広依率いる太平天国軍・何徳勝率いる黄号軍（灯花教徒軍）・潘明杰率いる苗民軍と連合して、省都貴陽を包囲した。しかし陥落させることができず、貴州省西部で活動を展開し、1864年には織金で丁宝楨率いる団練を破っている。1867年に安順に進攻し、清の提督趙徳光を戦死させた。1869年には貴州省西南部に進出し、ペー族と連合した。1871年、貞豊での戦いで、裏切りに遭い、捕らえられて処刑された。